# Violent Femmes
I Violent Femmes [ˈvaɪ(ə)lənt ˈfɛmz] sono un gruppo musicale alternative rock/country punk statunitense formatosi a Milwaukee (Wisconsin) nel 1980.
I membri fondatori sono Brian Ritchie (basso elettrico), Victor DeLorenzo (sezione ritmica) e Gordon Gano (voce e chitarra) .

## Stile
La loro musica è una miscela di punk rock, folk e country che li rese subito non etichettabili e sono tra i primi gruppi rock ad essere stati accreditati come band indie rock.

## Storia del gruppo
Brian Ritchie e Victor DeLorenzo hanno fondato il gruppo ed hanno contattato Gordon Gano, che è diventato cantante e chitarrista. Nel primo periodo d'attività il gruppo ha collaborato con James Honeyman-Scott (The Pretenders) e Chrissie Hynde.
Nell'aprile 1983 il gruppo ha pubblicato l'album di debutto, l'eponimo Violent Femmes, prodotto da Mark Van Hecke e registrato tra Lake Geneva (Wisconsin) e Londra che contiene le canzoni Blister in the Sun, Gone Daddy Gone e Add It Up diventate con gli anni dei classici del folk punk. L'album è stato certificato disco di platino otto anni dopo la sua pubblicazione e risulta il più famoso ed importante disco della produzione del gruppo.
Nel giugno 1984 esce il secondo lavoro Hallowed Ground, in cui il gruppo vira verso la musica country e introduce temi spirituali.
Il terzo album The Blind Leading the Naked segna un avvicendamento nella produzione: Jerry Harrison (Talking Heads) è il produttore di questo disco, che viene pubblicato nel 1986 come i precedenti dalla Slash Records.
Successivamente il gruppo si scioglie per un breve periodo, durante il quale Gano pubblica un album solista (nel 1987) come risultato del progetto parallelo chiamato Mercy Seat. Ritchie anche intraprende la carriera solista.
Il gruppo ritorna insieme nel 1988, anno in cui viene realizzato 3, pubblicato nei primi mesi del 1989. Il titolo del disco si riferisce al fatto che tre membri del gruppo (Gano, Ritchie e DeLorenzo) hanno suonato solo tre strumenti (rispettivamente chitarra, basso e batteria), ai quali hanno aggiunto tastiere e sassofoni. Per la produzione il gruppo si è avvalso della collaborazione di Warren A. Bruleigh.
Nell'aprile 1991 viene pubblicato Why Do Birds Sing?, album che segna il passaggio alla Reprise Records. Il disco, prodotto da Michael Beinhorn, è accompagnato dal singolo American Music.
Nel 1993 DeLorenzo lascia il gruppo per dedicarsi esclusivamente alla carriera solista. Guy Hoffman (membro di Oil Tasters e BoDeans) viene arruolato come batterista e cantante nel tour di promozione della raccolta Add It Up (1981–1993), pubblicata nel settembre 1993. Nei successivi anni il gruppo realizza diverse colonne sonore e progetti paralleli come raccolte e materiale promozionale.
Il primo album in studio con Hoffman in formazione è New Times pubblicato nel maggio 1994 per la Elektra Records. 
Rock!!!!! viene pubblicato circa un anno dopo ed è il primo album dai tempi di Hallowed Ground a non entrare nella classifica statunitense Billboard 200.
Nell'agosto 2001 viene reso disponibile solo in formato MP3 sul sito eMusic.com Something's Wrong, disco di rarità, versioni alternative e demo.
Nel 2003, in occasione del decennale, l'album di debutto viene ripubblicato dalla Rhino Records.
Al contempo DeLorenzo chiede ed ottiene il permesso di rientrare nel gruppo, che a questo punto si ristabilisce nella sua formazione iniziale.
Nel 2005 il gruppo ritorna con un'altra collezione, Permanent Record: The Very Best of Violent Femmes, e con un DVD intitolato Permanent Record – Live & Otherwise, che contiene estratti live e videoclip.
Dopo il tour di promozione di Freak Magnet, inoltre, Gano decide di non pubblicare più nuova musica, ma comunica che la band continua la propria attività dal vivo.
Nel 2007 si crea una diatriba legale all'interno del gruppo, con Gano e Ritchie contrapposti riguardo alla cessione alla Wendy's dei diritti di pubblicità per la canzone Blister in the Sun. Il gruppo distribuisce una cover di Crazy dei Gnarls Barkley dopo che questi ultimi avevano reinterpretato Gone Daddy Gone.
Nel 2009 il gruppo si scioglie a seguito della querelle ancora non risolta tra Gano e Ritchie.
Nel 2013 il gruppo ritorna insieme tenendo alcuni concerti in occasione di diverse partecipazioni a festival americani, tra cui il Coachella Valley Music and Arts Festival ed il Summerfest.

## Formazione
- Gordon Gano - voce, chitarre, violino, banjo (1980-1987, 1988-2009, 2013-oggi)
- Brian Ritchie - basso, cori, chitarre, shakuhachi, xilofono, tastiere (1980-1987, 1988-2009, 2013-oggi)
- John Sparrow - batteria, percussioni, cori (2005-oggi)
- Blaise Garza - sassofoni, percussioni, tastiere, cori (2004-oggi)

Altri membri
- Victor DeLorenzo - batteria, percussioni, cori (1980-1987, 1988-1993, 2002-2009, 2013)
- Guy Hoffman - batteria, percussioni, cori (1993-2002)
- Brian Viglione - batteria, percussioni, cori (2013-2016)

## Discografia

### Album in studio
- 1983 - Violent Femmes
- 1984 - Hallowed Ground
- 1986 - The Blind Leading the Naked
- 1988 - 3
- 1991 - Why Do Birds Sing?
- 1994 - New Times
- 1995 - Rock!!!!!
- 2000 - Freak Magnet
- 2016 - We Can Do Anything
- 2019 - Hotel Last Resort

### EP
- 2015 - Happy new year

### Album dal vivo
- 1999 - Viva Wisconsin
- 2005 - BBC Live
- 2006 - Archive Series No. 1: Live in Iceland
- 2006 - Archive Series No. 2: Live in Chicago Q101

### Raccolte
- 1990 - Debacle: The First Decade
- 1993 - Add It Up (1981-1993) (antologia con inediti e rarità)
- 2001 - Something's Wrong (solo MP3 su eMusic.com)
- 2005 - Permanent Record: The Very Best of Violent Femmes